# 速報
速報（そくほう、英:Breaking news）とは、主にマスメディアが、起こった出来事を即座に報じること。また、その報道自体を表す語としても用いる。
その緊急性から、通常行われる情報源を精査するプロセスを経ずに報道されることも多く、その内容には多くの誤情報を含むことがある。前例としてアメリカ同時多発テロ事件での情報の錯綜などがある。

## 速報の種類
- ニュース速報 - 各種報道機関の提供するニュースの中でも速報性が高いものを指す。
- 号外 - 速報の新聞での形態。発行判断は各新聞社が独自に行なっている。発刊番号の対象外であるために号外と呼ばれる。
- 瓦版 - 江戸時代に発刊された速報性の高い情報紙。

## 防災関係

### 日本
- 緊急地震速報 - 地震警報システムの情報を元に日本の気象庁が中心となって提供している地震発生地域住民の安全に関わる予報・警報のひとつ。
- 緊急警報放送 - 大規模災害の発生時に伴う被害の予防や軽減目的として市町村に防災警報を発する放送。

### アメリカ合衆国
- ハリケーン注意報 - フロリダ州の国立ハリケーンセンターが北東太平洋および北大西洋で発生するハリケーンを監視し発信する気象注意報・警報。⇒ 国立ハリケーンセンター#ハリケーン専門家班
- 台風警報 - 北西太平洋地域、南太平洋地域、インド洋地域で発生する台風および熱帯低気圧についての警報。アメリカ海軍・アメリカ空軍共同でハワイ州に設置した機関が発信している。⇒合同台風警報センター